# Mihailo Marković
Mihailo Marković, srbski filozof, politik in akademik, * 24. februar 1923, † 7. februar 2010
Je eden izmed najpomembnejših srbskih filozofov 20. stoletja marksistično-humanistične usmerjenosti. V šestdesetih in sedemdesetih letih 20. stoletja se je uveljavil kot zagovornik šole Praxis, marksističnega humanističnega gibanja, ki je nastalo v Jugoslaviji.
Bil je član Socialistične stranke Srbije, soavtor Memoranduma SANU in viden zagovornik politike Slobodana Miloševića v poznih osemdesetih in devetdesetih letih.

## Življenje in delo
Marković se je rodil v Beogradu v takratni Kraljevini Srbov, Hrvatov in Slovencev. Član mladinske organizacije Komunistične partije Jugoslavije (KPJ) je postal leta 1940, leta 1944 pa član prave KPJ. Pred začetkom študija na Univerzi v Beogradu je kot partizan aktivno sodeloval v boju za osvoboditev Jugoslavije med drugo svetovno vojno med leti 1941-1945.
Doktoriral je iz filozofije najprej na Univerzi v Beogradu leta 1955, nato pa še v Londonu na Univerzitetnem kolidžu leta 1956, kjer je študiral logiko pri A.J. Ayerju in napisal diplomsko nalogo o konceptu logike. Leta 1963 je postal redni profesor filozofije na Filozofski fakulteti Univerze v Beogradu in v obdobju 1966–1967 dekan fakultete. Od leta 1960 do leta 1962 je bil predsednik Jugoslovanske filozofske družbe. V sedemdesetih letih je poučeval na Univerzi Michigana v Ann Arborju in bil direktor Filozofskega inštituta Univerze v Beogradu. Dolga leta je tudi poučeval na Univerzi Pensilvanije, najprej kot pogosti gostujoči profesor od leta 1972 do 1980, nato pa kot izredni profesor od leta 1981 do 1993. Marković je bil sopredsednik Mednarodne humanistične in etične zveze (1975–1985). Od 1963 je bil dopisni član Srbske akademije znanosti in umetnosti, od leta 1983 pa redni član. Med leti 1990–1992 je bil podpredsednik Srbske socialistične stranke Slobodana Miloševića. Istega leta je postal tudi član Evropske akademije.

## Socialna kritika
Marković je bil eden prvih in najhujših kritikov stalinističnih filozofskih tez v Jugoslaviji. Njegova revizija filozofskih osnov marksizma v ZSSR, objavljena leta 1952, je bila prvi večji napad na stalinistično filozofijo v Jugoslaviji. V 1960-ih je postal pomemben član skupine Praxis. Šola Praxis je bilo marksistično humanistično filozofsko gibanje v Jugoslaviji, na člane katerega je vplival zahodni marksizem. Marksizem na prvo mesto postavlja pravico in svobodo, da človek uresniči vse svoje zmožnosti. Pozivali so k svobodi govora. Zaradi kritičnih opažanj je bil Marković skupaj s še sedmimi profesorji na Filozofski fakulteti v Beogradu leta 1975 suspendiran in leta 1981 dokončno izgubil službo.

## Srbski nacionalizem
Od leta 1986 je Marković vse bolj zapuščal marksizem zaradi nacionalizma. Kot član Srbske akademije znanosti in umetnosti (SANU) je istega leta postal soavtor Memoranduma Srbske akademije znanosti in umetnosti. Ta dokument je oblikoval osrednja načela srbskega nacionalizma. Glavna tema je bila, da je ustavna struktura Jugoslavije diskriminirala Srbe in da je razvoj Srbije ogrozila podpora drugim delom Jugoslavije. Vlada Jugoslavije ga je uradno prepovedala zaradi spodbujanja nacionalizma. Mnogi Srbi so menili, da je realističen prikaz srbskega položaja v jugoslovanski federaciji. Med razpadom Jugoslavije je tudi menil, da je treba meje države spremeniti na podlagi etničnih in zgodovinskih razlogov ter srbsko ozemlje povečati.
S padcem Slobodana Miloševića je tudi pomen Markovića usahnil.

## Dela
- Логика (Logika), 1956., више издања до (več izdaj do) 1992.
- Формализам у савременој логици (Formalizem u savremenoj logici), 1957., 1962.
- Дијалектичка теорија значења (Dialektička teorija značenja) , 1961., 1971.
- Детерминизам и слобода (Determinizam i sloboda)
- Хуманизам и дијалектика (Humanizam i dijalektika), 1967.
- Dialektik der Praxis, Suhrkamp Verlag, Frankfurt am Main, 1968.
- Philosophy and Social Criticism, Ann Arbor, 1974.
- Dialectical Theory of Meaning, Dordrecht, 1984.
- Филозофски основи науке (Filozofski osnovi nauke), 1981.
- Слобода и пракса (Sloboda i praksa), 1981.
- Изабрана дела (Izabrana dela), BIGZ, Генес-С штампа (Genes-S štampa), Просвета (Prosveta),CKZ, Beograd, 1994.

## Dela prevedena v slovenščino
- Današnja aktualnost Marxove misli. 1971.
- Današnje težnje konservativne ideologije in kritično družboslovje. 1988.
- Filozofija človeka : marksizem in eksistencializem. Marksistični humanizem in problem vrednot. 1964.
- Odnos med političnimi in socialno-ekonomskimi človekovimi pravicami. 1990.